# Addieville
Addieville – wieś w Stanach Zjednoczonych, w stanie Illinois, w hrabstwie Washington.